# Pomo du Nord-Est
Le pomo du Nord-Est est une langue pomo parlée aux États-Unis, dans le Nord de la Californie, dans la région de la vallée de Sacramento.
La langue est éteinte.